# ワット・ヤイチャイモンコン
ワット・ヤイチャイモンコン（Wat yai chai mongkhon、タイ語: วัดใหญ่ชัยมงคล）は、タイのアユタヤにある仏教寺院である。寺院の正面は東を向き、約183.8×130.8メートルの周壁が方形に囲んでいる。寺院の名は「吉祥なる勝利の寺院」の意を持つ。

## 歴史

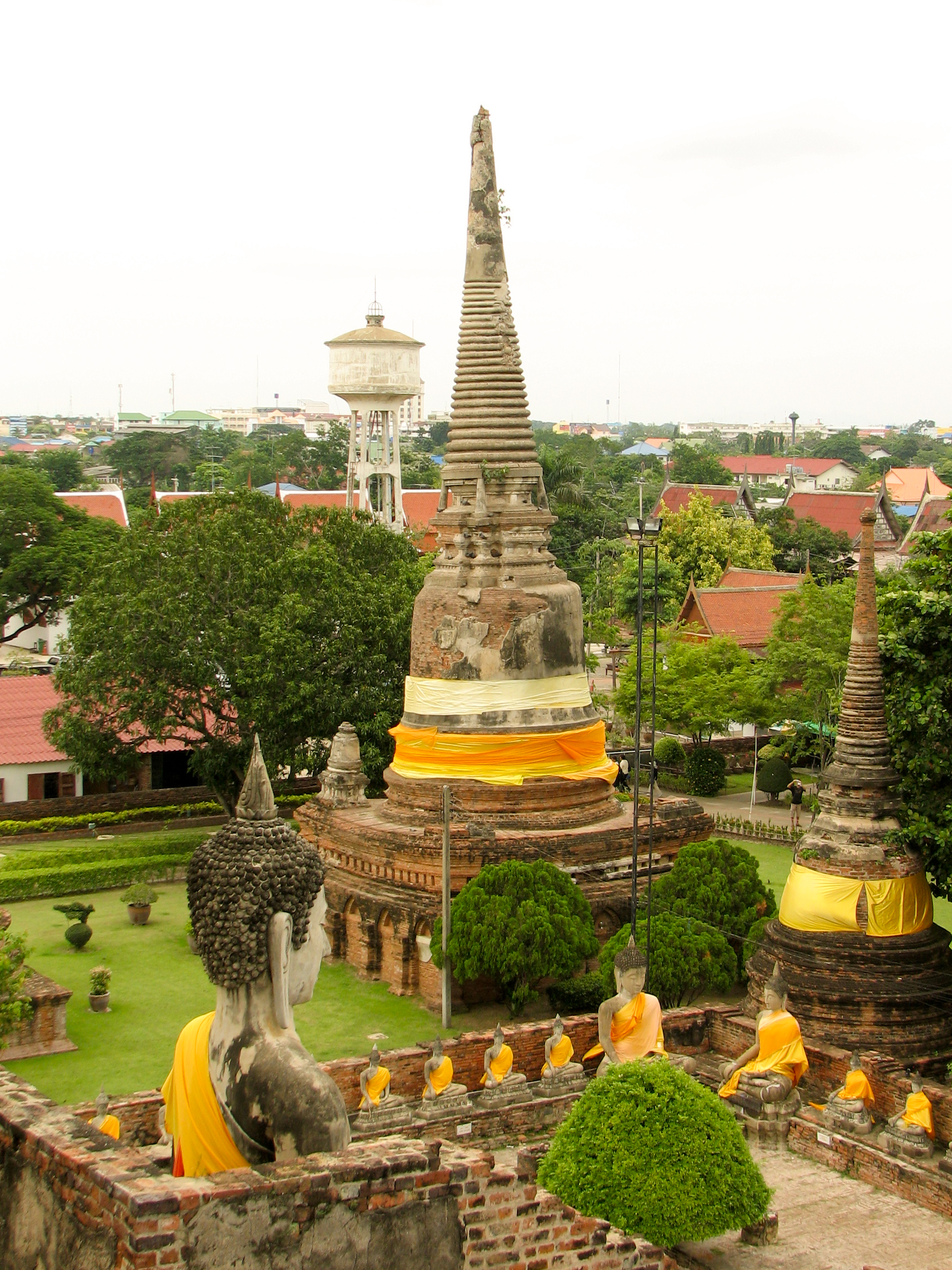
ワット・ヤイチャイモンコンの仏塔

寺院は、1351年にアユタヤ王朝を創設した王ウートーン（ラーマーティボーディー1世）により建立された。この寺院は当初、ワット・パーケオ (Wat Pa Kaeo) と名付けられた。また、一般に寺院は、ワット・ヤイ (Wat Yai) とも呼ばれていた。
その後、1587年にアユタヤの独立を回復したナレースワンが、勝利を記念して仏塔（チェーディー）を奉納した。その仏塔の1基は、プラ・チェーディー・チャイ・モンコン（Phra Chedi Chai Mongkon、「吉祥なる勝利の仏塔」の意）と呼ばれた。現在の寺院の名称はそれに由来する。